# Pumla Dineo Gqola
Pumla Dineo Gqola, née le 3 décembre 1972, est une universitaire, écrivaine et militante pour l'égalité des sexes sud-africaine.
Connue pour son livre Rape : A South African Nightmare, qui a remporté le prix Alan Paton 2016, elle est professeur de littérature à l'université métropolitaine Nelson-Mandela, où elle est titulaire de la chaire de recherche sur les imaginaires féministes africains.

## Biographie
Pumla Dineo Gqola naît le 3 décembre 1972 et grandit à Alice, dans la province du Cap oriental, en Afrique du Sud.
Elle obtient une licence puis une maîtrise de l'université du Cap, une maîtrise de l'université de Warwick (à Coventry en Angleterre) et un doctorat en études postcoloniales de l'université Louis-et-Maximilien de Munich.
Elle revient ensuite en Afrique du Sud. Elle a 25 ans lors des premières élections multiraciale à suffrage universel qui suivent la fin de l’apartheid et marquent la fin de la domination blanche. Elle travaille à l'université de l'État-Libre de 1997 à 2005, puis à l'université du Witwatersrand - où elle devient, de 2007 à 2017, professeur associé, puis professeur titulaire, en études littéraires, médiatiques et de genre à l'école de littérature et d'études linguistiques. En 2018, elle est nommée doyenne de la recherche à l'université de Fort Hare,. Elle est également spécialiste en chef de la recherche au Human Sciences Research Council.
En mai 2020, elle rejoint le Centre for Women and Gender Studies de l'université métropolitaine Nelson Mandela, où elle est professeur de littérature, spécialisée dans la littérature africaine et postcoloniale, le féminisme africain et la mémoire des esclaves. Fin 2020, elle obtient une chaire de recherche de la Fondation nationale de la recherche sur les imaginaires féministes africains, dédiée aux études interdisciplinaires sur le genre.

## Œuvres
Le premier livre de Gqola, What is Slavery to Me ? Postcolonial/Slave Memory in Post-Apartheid South Africa, publié en 2010, est une étude académique et interdisciplinaire de la mémoire des esclaves en Afrique du Sud et de sa signification pour les dynamiques contemporaines de genre et de race,.
L'ouvrage suivant, A Renegade Called Simphiwe publié en 2013, porte sur la chanteuse sud-africaine Simphiwe Dana, et combine biographie et analyse culturelle.
Mais Gqola est surtout connue pour ses deux livres consacrés au concept sociologique de la culture du viol : Rape : A South African Nightmare publié en 2015 et Female Fear Factory : Gender and Patriarchy under Racial Capitalism publié en 2021. 

Dans Rape : A South African Nightmare, elle examine l'histoire, les rouages et les mécanismes sociaux de la violence sexuelle en Afrique du Sud. Elle affirme que le viol est un acte de pouvoir et de violence, plutôt qu'un acte sexuel, et qu'en Afrique du Sud, il est légitimé par diverses normes, images et attitudes sociales,,. L'ouvrage remporte le prix Alan Paton 2016. 

Gqola introduit la notion de «fabrique de la peur féminine», qui fait également l'objet du livre Female Fear Factory publié en 2021, pour désigner les discours sociaux qui, selon elle, régulent le comportement des femmes par la «fabrication de la peur féminine», notamment par l'affirmation subtile mais omniprésente de la propriété masculine sur leur corps.
Elle a également publié un recueil d'essais en 2018, Reflecting Rogue : Inside the Mind of a Feminist, qui a reçu un accueil favorable,,.

## Principales publications
- What is Slavery to Me?: Postcolonial/Slave Memory in Post-Apartheid South Africa. Johannesbourg: Wits University Press, 2010  (ISBN 9781868146925).
- A Renegade Called Simphiwe. Johannesbourg: MFBooks, 2013  (ISBN 9781920601089).
- Rape: A South African Nightmare. Johannesbourg: MF Books, 2015  (ISBN 978-1-920601-52-2).
- Reflecting Rogue: Inside the Mind of a Feminist. Johannesbourg: Jacana Media, 2018  (ISBN 9781920601874).
- Female Fear Factory: Gender and Patriarchy under Racial Capitalism. La Vergne: Melinda Ferguson Books, 2021  (ISBN 9781990973109)[16].